# اسبان خدا
اسبان خدا (فرانسوی: Les chevaux de Dieu‎، عربی: یا خیل الله) فیلم درام محصول ۲۰۱۲ مراکش، به کارگردانی نبیل عیوش، بر اساس رمان ستارگان سیدی مؤمن اثر ماحی بنیبین و دربارهٔ بمب‌گذاری‌های ۲۰۰۳ کازابلانکا است. این فیلم چندین جایزه را در جشنواره‌های فیلم روتردام، نمور، بروکسل، وایادولید، دوحه، بزانسون، مون‌پلیه به دست آورد، و نماینده مراکش در هشتاد و پنجمین دوره جوایز اسکار بود. (برگزارشده در فوریه ۲۰۱۳)